# ミレトス学派
ミレトス学派（ミレトスがくは、英: Milesian school）は、紀元前6世紀に生まれた初期の自然哲学の学派。エーゲ海に面したアナトリア半島にあるイオニア人の都市国家ミレトスの自然哲学者であるタレス、アナクシマンドロス、アナクシメネスの3人を総称したもの。
このミレトス学派に、アナクサゴラス、ヘラクレイトスといった後世のイオニア地方の自然哲学者も加えて、イオニア学派と総称したりもする。

## 概要
ミレトス学派の自然哲学者たちは、万物の根源としての「アルケー」（希: ἀρχή, arkhē）を様々に考察した。
たとえば、タレスは万物の根源は「水」だと考えた。しかし、それでは「火」など説明のつかないものがあったので、アナクシマンドロスは万物の根源は、観察不可能で限定できないものだと言い、それを「アペイロン」（希: ἀπείρον, apeiron）と名付けた。
それを受けて、アナクシメネスは、万物の根源は、濃縮にも希薄にもなれる要素「空気」だと定義した。空気は蒸発や結露によって、火、雲、水、土のような他の要素に変化しうるというのである。